# Jonathan Soriano
Jonathan Soriano Casas (El Pont de Vilomara i Rocafort, 24 de setembro de 1985) é um ex-futebolista espanhol que atuava como centroavante.

## Carreira
Formado nas categorias de base do Espanyol, Jonathan Soriano viveu o auge da sua carreira atuando pelo Red Bull Salzburg, onde foi artilheiro do Campeonato Austríaco por três edições seguidas, nas temporadas 2013–14, 2014–15 e 2015–16. No clube austríaco, o atacante também alcançou a artilharia da Liga Europa ao fazer oito gols na temporada 2013–14.
Com 172 gols marcados em 201 partidas, Soriano é o maior artilheiro da história do RB Salzburg.

## Títulos
Espanyol
- Copa do Rei: 2005-06

Red Bull Salzurg
- Campeonato Austríaco: 2011–12, 2013–14, 2014–15, 2015–16 e 2016–17
- Copa da Áustria: 2011–12, 2013–14, 2014–15 e 2015–16

### Prêmios individuais
- Troféu Zarra: 2010–11

### Artilharias
- Segunda Divisão Espanhola: 2010–11 (31 gols)
- Campeonato Austríaco: 2013–14 (31 gols), 2014–15 (31 gols) e 2015–16 (21 gols)
- Liga Europa da UEFA: 2013–14 (8 gols)